# Histoire de Houilles

Les armoiries de la ville de Houilles se blasonnent ainsi :
De gueules au dextrochère ganté d'argent, mouvant en bande du canton senestre de la pointe, tenant un faucon d'or, chaperonné et longé de sable; à la bordure d'or chargée de huit champignons de sable.
Historique : Les armoiries de Houilles datent de 1943, elles ont été conçues par l'héraldiste René
Louis, à la demande de la municipalité. Le gantelet le poing fermé, retenant par les longes le faucon
chaperonné, évoque les chasses royales qui se déroulaient, aux, dans la plaine de Houilles. La bordure du blason, chargée de huit champignons, rappelle la culture des champignons blancs dits « de Paris » dans des carrières de pierre désaffectées.

L’histoire de Houilles est celle d’un village, Houilles (Yvelines), qui est progressivement englobé dans la banlieue parisienne. Il s’industrialise, s’urbanise, fait partie de la banlieue rouge, puis, avec l'évolution sociologique de la ville et l'évolution politique du département, devient une ville de population plus aisée.

## Origines

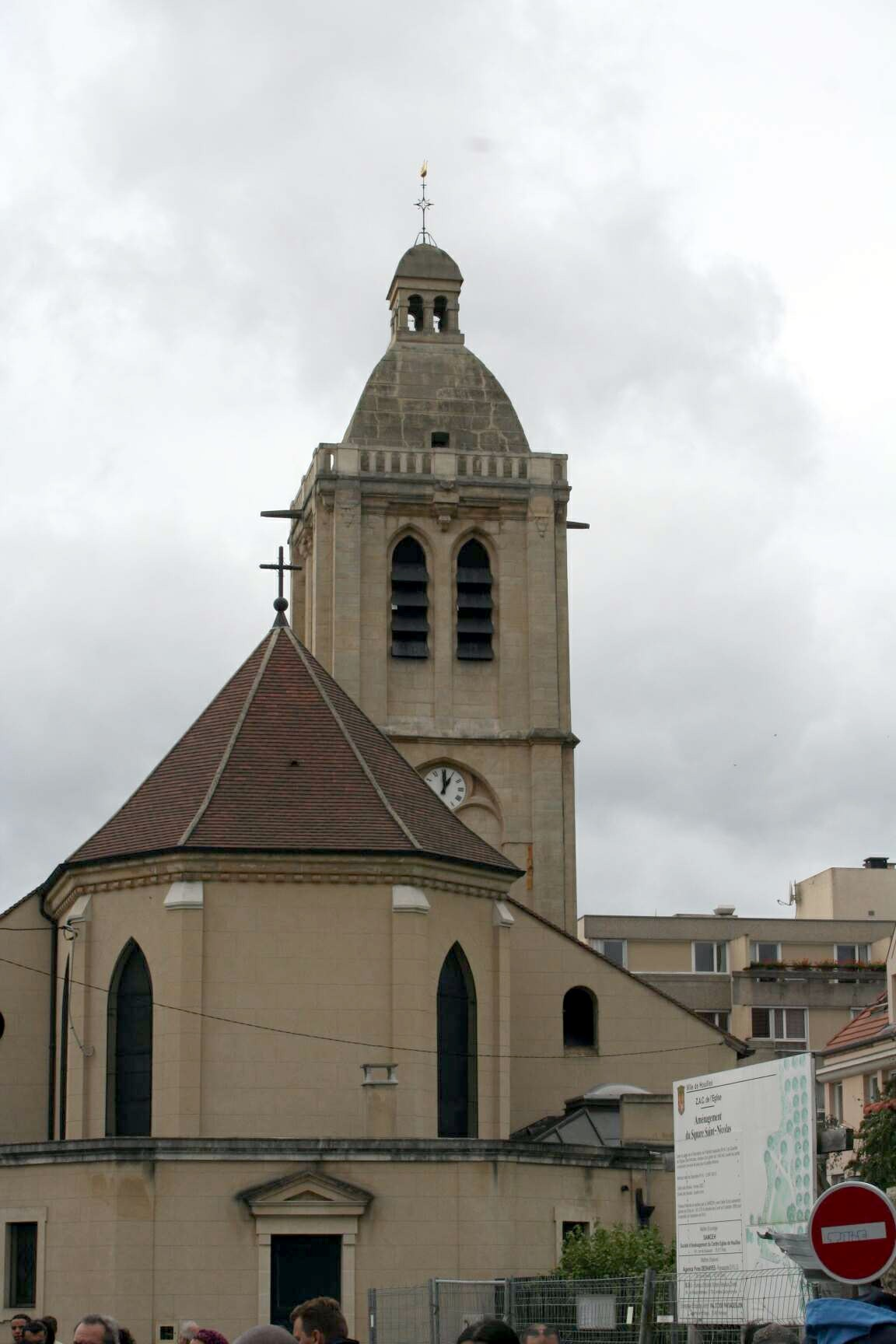
L'église Saint-Nicolas de Houilles.

Les origines de Houilles étant inconnues, on ne connaît rien sur les temps préhistoriques ou les périodes gauloise et gallo-romaine. On n'a trouvé aucun document, objet, monument… qui pourraient nous renseigner sur ces périodes.

## Moyen Âge

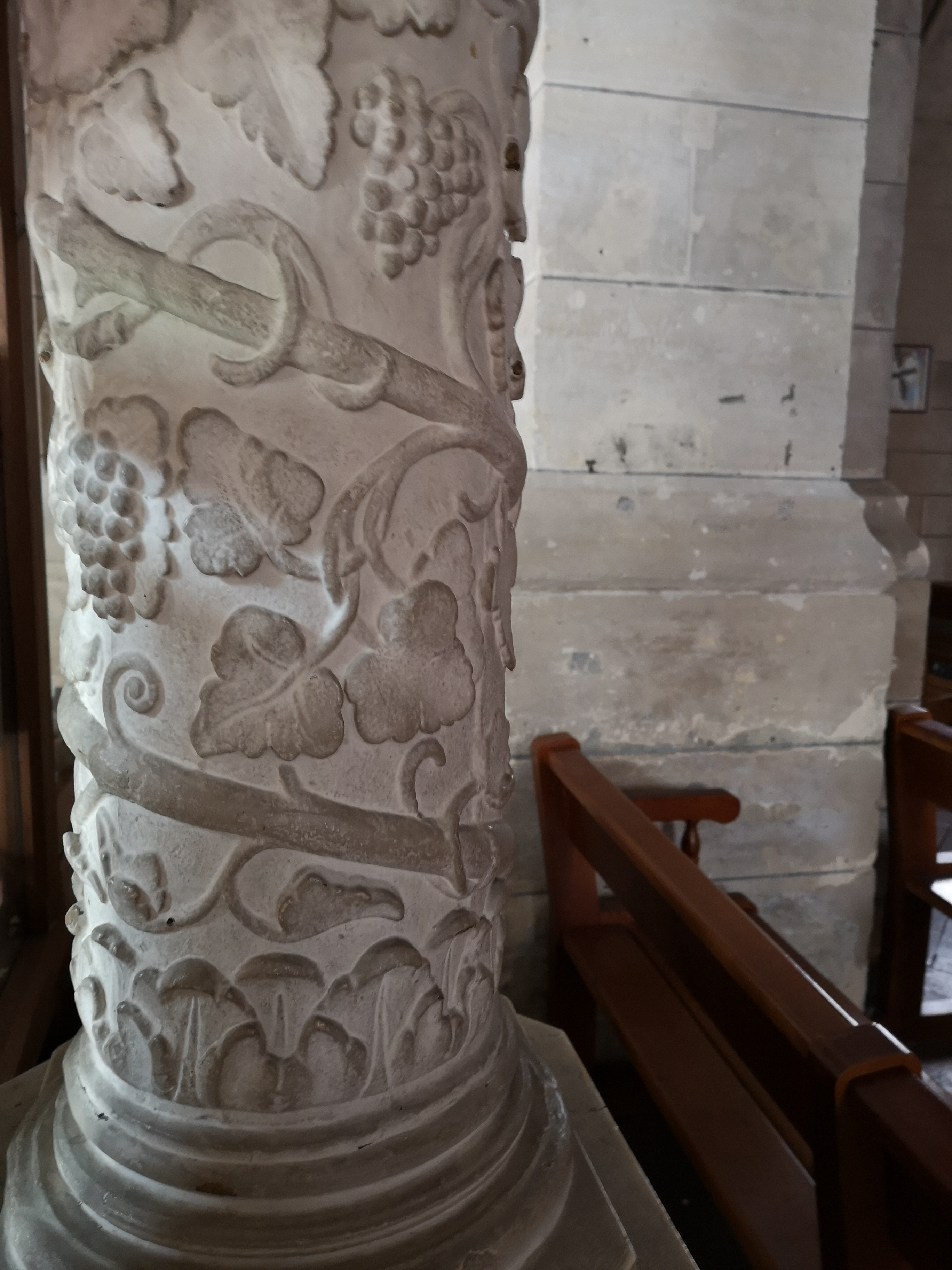
Pilier de l'église.

### Des traces d'habitat de l'époque mérovingienne
Le site de la commune est habité à l'époque mérovingienne car on a trouvé des traces d'habitat mérovingien (Ve et VIe siècles) (dans le quartier actuel dit du Tonkin). Lors des incursions des Vikings, en 845-846, ceux-ci s'installent notamment à Charlevanne. La péninsule de Houilles sert de cimetière, à la suite des massacres perpétrés. Un grand nombre de cercueils de pierre ou de plâtre ont été ainsi trouvés dans un lieu appelé martray ou martroy (martyre). Une croix y a été élevée, la croix du Martray.

### La première mention du nomHoulliæau XIIIe siècle
Le nom de la localité est attesté sous les formes Houlliæ, Hullium et Holles en 1205. Aux XVe et XVIe siècles, on trouve Houlliës puis plus tard Houille qui devient Houilles. Ces formes anciennes ne plaident pas pour une origine du nom liées à ouailles, qui signifiaient brebis, pour ce qui fut pour partie un lieu de paturage de moutons et brebis : une telle origine, régulièrement reprise comme explication du nom de la commune, ne s'appuie que sur une légère similitude phonétique avec la forme du nom à l'époque moderne et n'est pas reprise par les spécialistes toponymiques. Albert Dauzat et Charles Rostaing hésitent sur l'étymologie du toponyme Houilles qu'ils qualifient d'obscure, tout en proposant l'ancien français holle « hauteur », plus compatible avec la nature des formes anciennes.
Les soubassements de l'église catholique Saint-Nicolas remontent au XIIe siècle, période probable de la création de la paroisse, et sa structure a été profondément remaniée au XIXe siècle. Un cimetière entoure alors l'église. Le cartulaire de Notre-Dame de Paris mentionne, au début du XIIIe siècle, la paroisse d'Ecclesia Holles.

### Houilles, un bourg fortifié au XIVe siècle
En 1381, les habitants de Houilles, comme ceux de Carrières et de Bezons, plaident contre Jean de Meudon dit Bureau capitaine de Saint-Germain-en-Laye demandant d'être déchargés du guet qu'ils doivent à ce château,.
Au XIVe siècle, Houilles était une localité située au sud du chemin menant de Bezons à Sartrouville et était entourée de murailles avec quatre portes fortifiées et surmontées d'une tourelle. Les portes avaient pour nom, « porte de Pontoise », « porte de Paris », « porte de Saint-Germain » et « porte de Saint-Nicolas ». Le tracé des rues de Metz et de Strasbourg, au XXe siècle, correspond à l'ancien chemin de ronde.

### Les seigneurs de Houilles au XVe siècle
Le plus ancien seigneur de Houilles, dont on a pu redécouvrir le nom, est Pierre d'Aunoy, ou d'Aurroy. Ce seigneur qui, en 1400, était trésorier de la cathédrale de Laon était probablement parent des seigneurs d'Orville à Louvres. En 1404 il obtient du roi Charles VI une exemption à ses vassaux, les habitants de Houilles, moyennant qu'ils transportent chaque année à l'Hôtel du Roi à Paris 4 charretées de leur feurre . Quelques décennies plus tard, la seigneurie de Sartrouville appartient à un compagnon d’armes de Jeanne d’Arc, Robert de Baudricourt, fils de Liébaud de Baudricourt et de Marguerite d'Aunoy. Il tient le château de la Vaudoire, situé au point de départ du bac reliant Sartrouville à Maisons. À la fin de la guerre de Cent Ans, Houilles, comme les bourgs environnants, est dans un état déplorable, ravagé par les différentes troupes.

## Époque moderne

### XVIesiècle, Houilles aux mains des huguenots
Au début du XVIe siècle, la seigneurie de Houilles appartient à la famille Boucher seigneurs d'Orsay. C’est une période de reconstruction. En 1510, c'est Pierre III Boucher seigneur d'Orcé qui la possède. À sa mort, le 30 juillet 1551, la seigneurie passe aux mains de son fils Charles Boucher d’Orsay seigneur d’Orsay et de Houilles, conseiller au parlement de Paris. Vers 1560, son fils Pierre Boucher d’Orsay seigneur d’Orsay, Houilles et Vernoy, conseiller des Finances à Soissons en 1597 et conseiller au parlement de Paris en 1605 en hérite. Houilles passe ensuite aux mains de Charles Boucher d’Orsay, seigneur d’Orsay, Houilles et Vernoy également conseiller au parlement de Paris,.
En janvier 1598, pendant les guerres de Religion, les huguenots attaquent le village et malgré les fortifications, s'en emparent, pillent l'église et s'y fortifient contre les troupes catholiques. Quelques mois plus tard, le 30 avril 1598, la promulgation de l’édit de Nantes calme la situation et met fin aux troubles.

### Houilles, territoire de chasses royales auxXVIeetXVIIesiècles
Henri III, Henri IV, Louis XIII et Louis XIV chassaient loiseau d'eau dans la « plaine d'Ouilles », ils y passaient, également, leurs troupes en revue. Houilles est alors le lieu de grandes chasses royales, d'où le choix du faucon sur les armoiries de la ville. Les clôtures des terres agricoles sont interdites pour faciliter la chasse. Il y avait alors entre Houilles et Carrières une croix, appelée la croix des Dine-Chiens par ce que, dit-on, Henri IV faisait dîner ses chiens en cet endroit lorsqu'il venait chasser dans la plaine.

### Les seigneurs de Houilles au XVIIe siècle
Le 5 septembre 1611, Pierre Boucher meurt. Sa femme, Louise Hennequin, se remarie avec Sébastien le Hardy de la Trousse, et met bientôt en vente la seigneurie de Houilles. En 1615, Michel Brice devient seigneur de Houilles. Entre 1626 et 1629, les deux ponts, du Pecq et de Chatou, sont construits. En 1640 puis 1648, le village est décimé par « une maladie incurable car inconnue ». Le clocher et la façade de l'église sont de 1651.

### Seigneurs et société à Houilles, au XVIIIe siècle

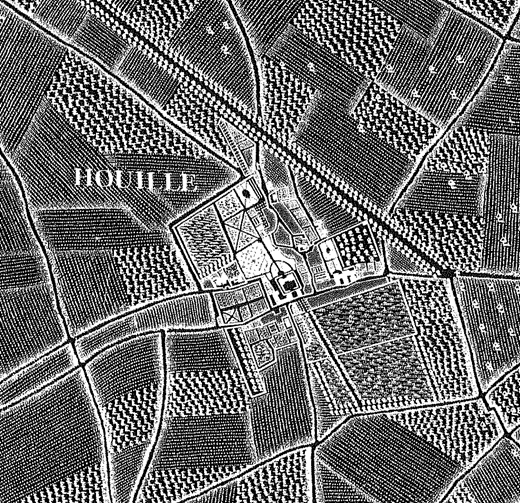
Extrait d'une carte de l'abbé Delagrive au XVIIIe siècle

En 1698, Jean-Baptiste Proust, lieutenant particulier assesseur civil, police et criminel au Châtelet de Paris est seigneur de Houilles et du fief appelé Martray. Il demanda au cardinal de Noailles le déplacement du petit cimetière qui avait servi autrefois à enterrer les pestiférés qui gênait sa maison seigneuriale. En 1700, il obtint la permission d'avoir une chapelle dans son château. À sa mort en 1721, son fils Jean-Batiste Louis Proust lui succède. À la mort de celui-ci, la seigneurie revient à sa mère, Mme du Martray veuve Proust qui revient à sa mort en 1743 à sa fille Genneviève Proust.
En 1717, une enquête dans les paroisses de la Généralité de Paris dénombre 137 feux, ou habitations, à Houilles et 199 familles. Il y a un notamment un curé, un chapelain, deux familles nobles et une quinzaine de privilégiés, exemptés de taille (dont une dizaine de bourgeois de Paris et un garde-chasse des « plaisirs du Roi »). Dans le reste de la population, cette enquête identifie 146 familles d’agriculteurs (essentiellement des vignerons), un tonnelier, un maître d’école, trois maçons et deux pauvres maçons, trois jardiniers, trois cordonniers, deux bouchers, deux fileurs, un tonnelier, un menuisier, un coiffeur, un sergent, un maréchal-ferrant, et cinq pauvres. Le dénombrement de 1725 indique 148 feux à Houilles soit environ 740 habitants. L'activité est alors essentiellement agricole, toutefois la pierre de taille est exploitée quelque temps à la fin du XVIe siècle, et cette activité persiste jusqu'au XIXe siècle. Une étude basée sur le rôle des impôts, toujours dans cette première moitié du XVIIIe siècle, montre que la population de Houilles est plus homogène en revenus, qu’en moyenne en Île de France, et même qu’à Bezons, commune limitrophe. Ce sont essentiellement des paysans modestes, sans qu’il y ait de grandes fermes. Les terres cultivées sont morcelées en parcelles agricoles.
En 1728, on compte 348 habitants à Houilles.
En novembre 1783, la seigneurie passe aux mains de Jean-Baptiste Charles David Vaignon à la suite du décès de sa mère, Marguerite-Charlotte Proust du Martray, fille de Jean-Baptiste Proust et épouse de Antoine Jean-Baptiste "Robert", seigneur de Mortemer, de Pissy, du Parc d'Enneval et autres lieux,.

## Période révolutionnaire
La période révolutionnaire est riche en évènements.
En avril 1790, le droit de chasse est modifié, permettant de mettre en place des clôtures sur les terres agricoles de la commune.
En juin 1791, les habitants de Houilles établissent une pétition pour réclamer au sieur de Vaignon, seigneur de Houilles, la restitution comme biens communaux de 43 arpents de terre que l'un des seigneurs aurait réunis à ses domaines, vers 1640, en échange de suppression des droits de banalité et d'une somme de 1 200 livres pour que les habitants puissent réparer les portes qui étaient délabrées.
Le 14 frimaire an I (4 septembre 1792), la municipalité de Houilles, qui comporte environ 500 habitants et fait partie du district de la Montagne du Bon-Air (Saint-Germain-en-Laye) (ou Montagne Bon-Air), fournit un contingent de 21 citoyens pour la défense de la Patrie. Une souscription est faite pour « leur aider à subsister à la défense de la Patrie ».
En décembre 1792, les Ovillois se plaignent de l'état du chemin de Bezons qui ne leur permet plus de conduire facilement leurs produits agricoles à Paris. D'autant que le seul chemin pour aller à la capitale passe par le bac de Bezons qui est impraticable, environ, trois mois par an.
Le 19 pluviôse an I (3 février 1793), « le citoyen Jean-Baptiste Vaignon déclare se désister d'un terrain de trois quartiers  et en fait abandon à la commune ». Le 28 pluviôse an I (16 février 1793), Jean-Baptiste-Antoine-François Desquirou de Sestrière, curé de Houilles et Carrières-Saint-Denis est arrêté. Le 21 ventôse an I (10 mars 1793), 17 nouveaux citoyens s'enrôlent pour la défense de la Patrie. Le 19 floréal an I (8 mai 1793), un certificat de résidence est délivré au citoyen seigneur de Houilles, Vaignon.
Le 4e complémentaire an I (20 septembre 1793), par suite de la destruction des récoltes dues à une gelée tardive au printemps précédent et par la grêle du mois de juillet, les Ovillois demandent une réduction d'impôts et un secours. Le 9 vendémiaire an II (30 septembre 1793), la population manque de pain. L'aide de secours, qui parviendra le 28 brumaire an II (18 novembre 1793), se compose de 49 setiers de blé et 31 de seigle afin de pouvoir ensemencer les terres. Une période de disette commence qui pèse sur le climat social.
En octobre, pour aider à l'effort de guerre ; 2 des 3 cloches de l'église sont transportées à Saint-Germain pour servir à la fabrication des canons et la grille du chœur de l'église est transformée en piques pour armer les 3 compagnies de la garde nationale de Houilles. Le 27 brumaire an II (17 novembre 1793), le Conseil général de la commune décide d'offrir à la Convention nationale tous les ornements, vases sacrés et argenterie de l'église pour le service de la patrie.
Le 1er nivôse an II (21 décembre 1793), le citoyen Jean-Baptiste de Vaignon « ci-devant seigneur de Houilles est déclaré tenu de remettre dans les 3 jours à la Municipalité tous les titres féodaux pour être brûlés, faute de quoi il sera déclaré suspect et traité comme tel ». Le Conseil général arrête également « le citoyen Vaignon sera obligé, dans les 8 jours, de faire démolir la voûte dite de Maisons qui, par un privilège aux dépens des autres citoyens de Houilles, lui permet d'aller d'une pièce dans l'autre mais gène tous les habitants qui ont besoin de passer dans ce chemin avec des voitures ». Le 10 nivôse an II (30 décembre 1793), le citoyen Vaignon remet tous ses titres féodaux à la Municipalité qui les brûle sur la place publique.
Au 25 nivôse an II 14 janvier 1794), ce sont désormais 60 jeunes Ovillois qui sont sous les drapeaux comme enrôlés volontaires pour la défense de la République. Le 12 ventôse an II (2 mars 1794), les habitants adressent à l'Administration du district de la Montagne Bon-Air, une pétition concernant l'état du chemin de Bezons. Durant le mois de messidor, la disette continuant, des distributions de grains sont faites aux nécessiteux. En vendémiaire an III, 200 personnes qui ne possèdent pas de terre manquent de pain.
Il ne faut pas oublier que jusqu'à la fin du XIXe siècle, Houilles est principalement une commune agricole qui vit au rythme des saisons, des récoltes et également des vendanges, la vigne occupant plus de la moitié des terres.

## Transformations duXIXesiècle
En 1808, la construction d'un pont à Bezons commence. Le tablier reste en bois, seules les piles sont en pierre. L'ouvrage est inauguré en 1811 par Napoléon Ier lui-même. L'empereur, il est vrai, était intéressé pour se rendre plus facilement au château de Maisons, où habite la veuve du maréchal Lannes, la duchesse de Montebello. La même année 1811 débute la construction du pont de Maisons, qui ne se termine que onze ans plus tard, à la suite des périodes troublées qui marquent la fin du premier Empire. La boucle de Seine est de mieux en mieux reliée au reste de la région parisienne.
Les changements de régime se succèdent en France. En 1814, la municipalité prête serment de fidélité à Louis XVIII roi de France et de Navarre. En avril 1815, elle prête serment d'obéissance aux Constitutions de l'Empire et de fidélité à l'Empereur. En septembre, c’est un nouveau serment de fidélité à Louis XVIII.
En 1822, le cadastre est établi, dans un but fiscal et conformément à la loi de 1807. La propriété composant l'ancienne seigneurie est toujours possédée par Jean-Baptiste de Vaignon.

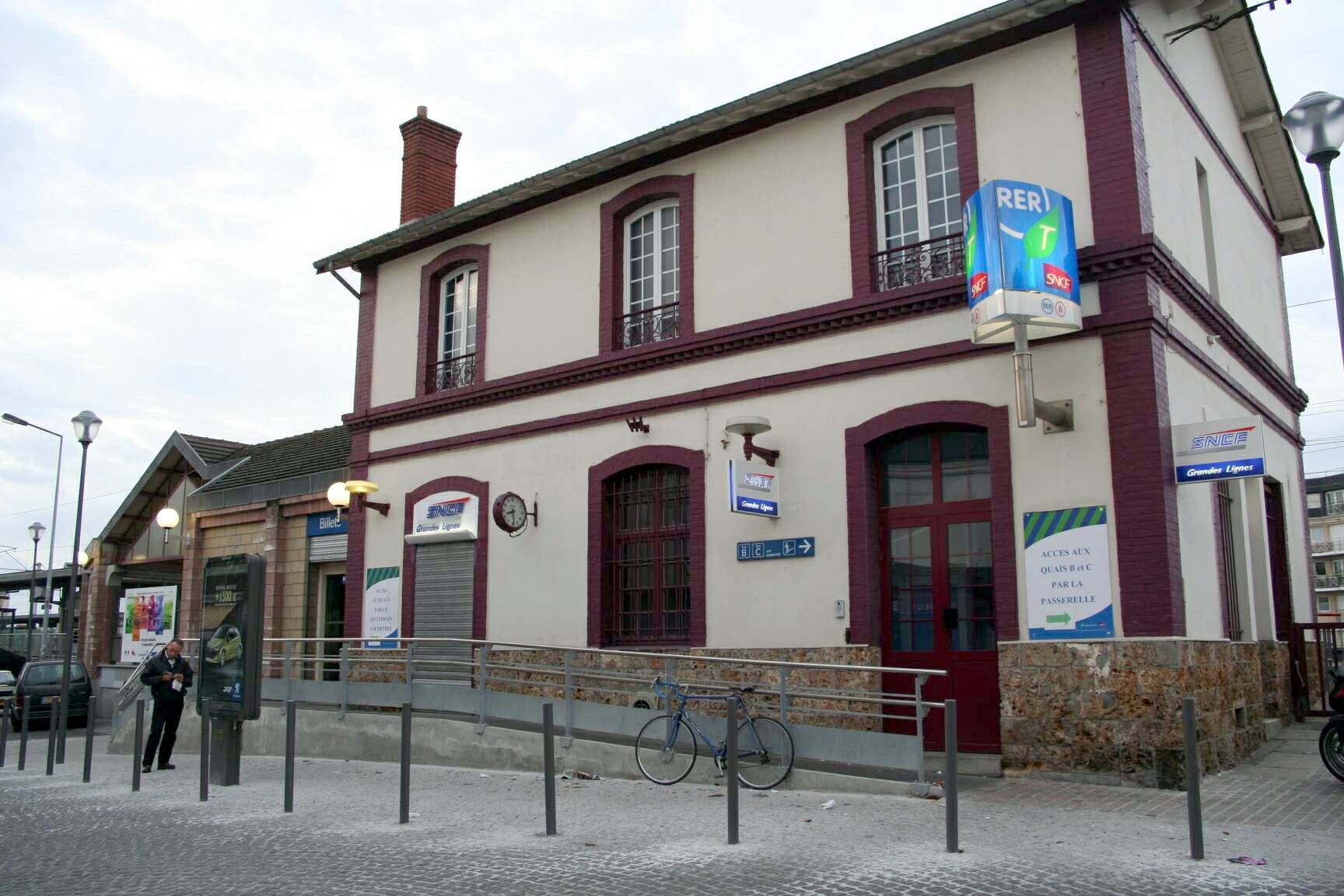
Le bâtiment originel de la gare de Houilles a été conservé au sein de la gare actuelle.

L'arrivée du chemin de fer en 1841 métamorphose le village. Passant du statut de campagne à celui de banlieue de Paris, Houilles voit sa population croître régulièrement jusqu'à la fin des années 1960. En 1843, une station de chemin de fer sur la ligne Paris-Rouen est ouverte. Elle est fermée par la suite. À partir de 1850, la population s'accroît par l'installation définitive d'un certain nombre d'ouvriers de la compagnie des chemins de fer. Ils sont rejoints par les provinciaux, attirés par les emplois qu'offre la capitale. Houilles passe ainsi de 299 maisons en 1851 à 580 en 1896. En 1855, la municipalité acquiert la place des Tilleuls, qui appartient à M. de Saint-André pour la somme de 55 000 francs.

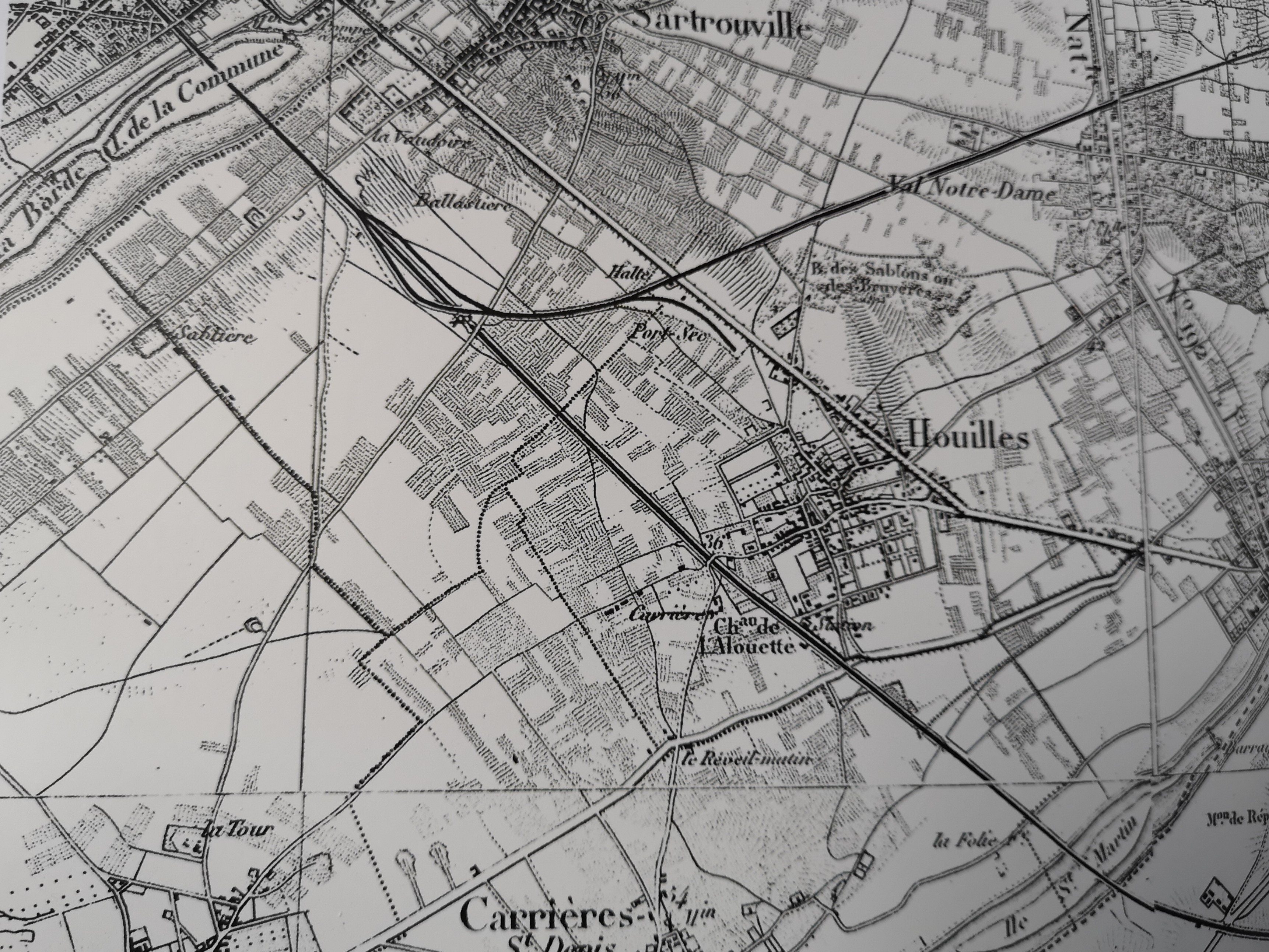
Territoire de Houilles sur la carte dite du général Pelet établie en 1839, rééditée en 1859, avec en surcharge les nouvelles lignes de chemin de fer

L'ancienne seigneurie de Houilles est transmise, de génération à génération et de fille en fille, d'où des changements de patronymes des détenteurs. En 1852, ces propriétés appartiennent ainsi à M. Le Chartier de Beuzevilette, puis en 1865, à Mme veuve de Mannoury de Croisilles. Cette propriété du château d'Houilles, vestige de l'Ancien Régime, est ensuite morcelée, divisée et vendue à la fin du XIXe siècle.
Jusque vers 1880, Houilles est principalement une commune agricole. Cette activité agricole évolue. On y cultive des melons, fort recherchés à Paris, et des vignobles. En 1898 la vigne produisait environ 2 600 hectolitres de vin soit un rendement de 65hl à l'hectare. Le vin qui ressemble aux vins d'Argenteuil est produit à partir du picolo, auquel on doit l'expression picoler et qui est parfois si mauvais qu'on le surnomme le cramponne-toi-au-bord-de-la-table. Houilles, Sartrouville, Chanteloup et Triel ont été d’importantes communes vinicoles au XIXe siècle. Mais le phylloxéra atteint ces territoires à la fin du siècle. Il anéantit la vigne. Parallèlement, cette activité subissait déjà depuis quelques décennies, avec le chemin de fer, la concurrence des vins du midi où les vignobles bénéficiaient d'un climat plus favorable. La vigne n'est pas replantée,.
Jusqu'au début du XXe siècle, les principales cultures étaient le blé, l'avoine et les asperges. Il y avait également un très grand nombre de vignes, de cerisiers et de pruniers. On y cultivait également des fourrages, des racines, des betteraves en particulier pour la nourriture du bétail, des pommes de terre et quelques légumes comme les poireaux, navets, carottes. Commune rurale et agricole, Houilles comportait en son bourg des commerces de graines et de semences.Le bâtiment du dernier de ces commerces qui a fermé à la fin du XXe siècle a été acquis par la mairie au début du XXIe siècle, rénové et transformé en un centre culturel d'art contemporain, La Graineterie.
| année | Blé | Avoine | Vignes | Fourrages | Asperges | Betteraves | Pommes de terre | Cerisiers |
| ----- | --- | ------ | ------ | --------- | -------- | ---------- | --------------- | --------- |
| 1858  | 80  | 37     | 50     | 25        | 12       | 1          | 104             | 20        |
| 1878  | 80  | 50     | 46     | 50        | 15       | 3          | 104             | 16        |
| 1898  | 90  | 50     | 40     | 80        | 20       | 10         | 6               | 18        |

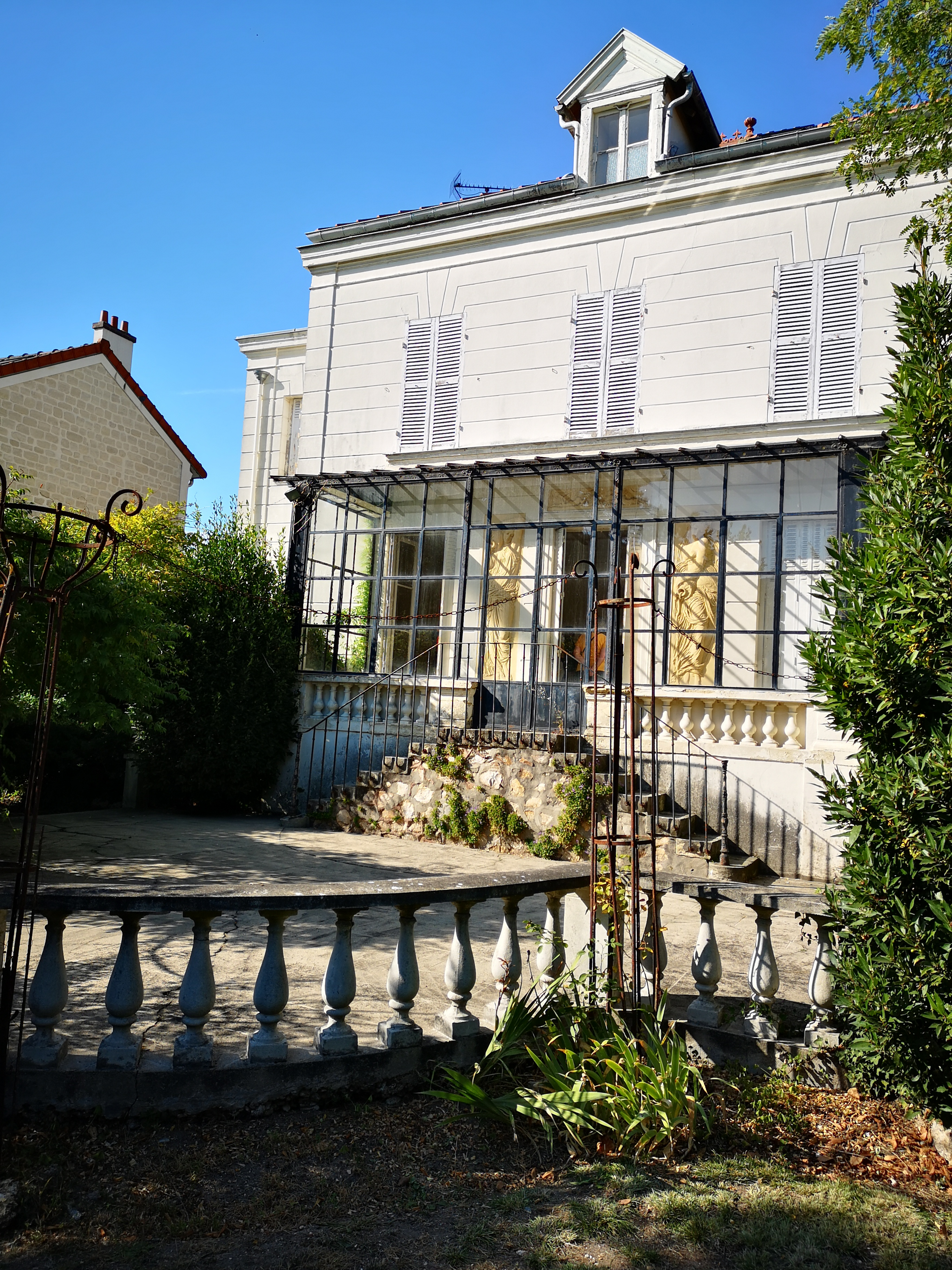
Pavillon habité par Victor Schœlcher

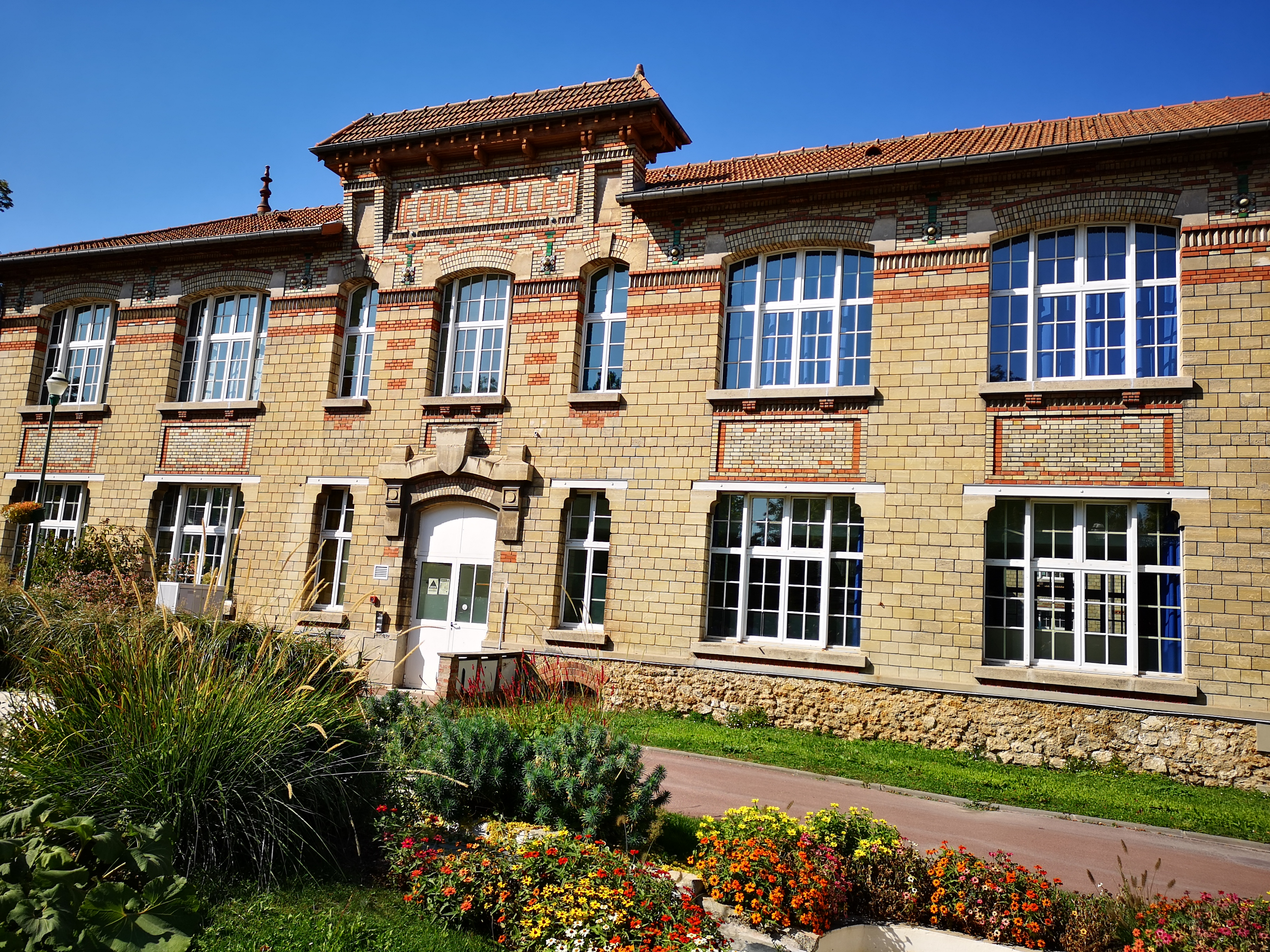
École Jules Guesde à Houilles

En 1864, la ville se modernise et des travaux pour l'assainissement et la salubrité publique sont effectués par le remplacement des ruisseaux placés au milieu de la chaussée, rues de Paris, de l'Église et de Saint-Germain, par des caniveaux. En 1866, la municipalité demande l'ouverture d'une nouvelle station de chemin de fer pour les voyageurs. La station de chemin de fer de Houilles est ouverte aux voyageurs. À partir de 1869, les rues sont éclairées au pétrole, uniquement en hiver toutefois. La ville s’étend par des lotissements successifs. Un terrain est ainsi acquis par Paul Émile Faucon, chef de Bureau au Ministère de la Marine, pour y édifier une maison de campagne au 26 rue d'Argenteuil (devenue aujourd’hui l’avenue Victor Schoelcher).
Durant le siège de Paris, Houilles sert de point d'observation aux vedettes prussiennes qui couchées sur le talus qui précède le pont des Anglais suivent les mouvements de la garnison du fort du Mont-Valérien. Le 9 octobre 1870, la cavalerie prussienne occupe la ville qui est alors régulièrement bombardée par les batteries française.
En 1871 et 1872, la place des Tilleuls formée d'un grand nombre de fossés bourbeux et fangeux est assainie. Elle devient une des places centrales de la commune (dénommée aujourd'hui la « place Michelet »). En 1872, le Conseil municipal autorise l'achat de la propriété Verdier, rue de Paris, pour y installer la mairie et les écoles. L'ensemble est inauguré en 1874. L'eau courante et le gaz arrivent à Houilles en 1875 et 1877. Le bureau de poste s'installe en 1880 et le télégraphe l'année suivante. La propriété d’Émile Faucon est occupée à partir de 1876 par un de ses amis, le sénateur Victor Schoelcher, l’auteur du décret d’abolition de l’esclavage, et ancien sous-secrétaire d’État à la Marine et aux colonies. Il y meurt en 1893.
Un marché est créé en 1883, mais il périclite. En 1898, un nouveau marché est créé. En 1886, les premiers égouts sont construits. Un nouveau bâtiment est inauguré en 1903 pour faire office de mairie, s'appuyant sur une construction privée rachetée par la commune. Des bâtiments scolaires sont édifiées juste à côté : ces établissements sont dénommés aujourd’hui écoles Jules Guesde et Félix Toussaint.

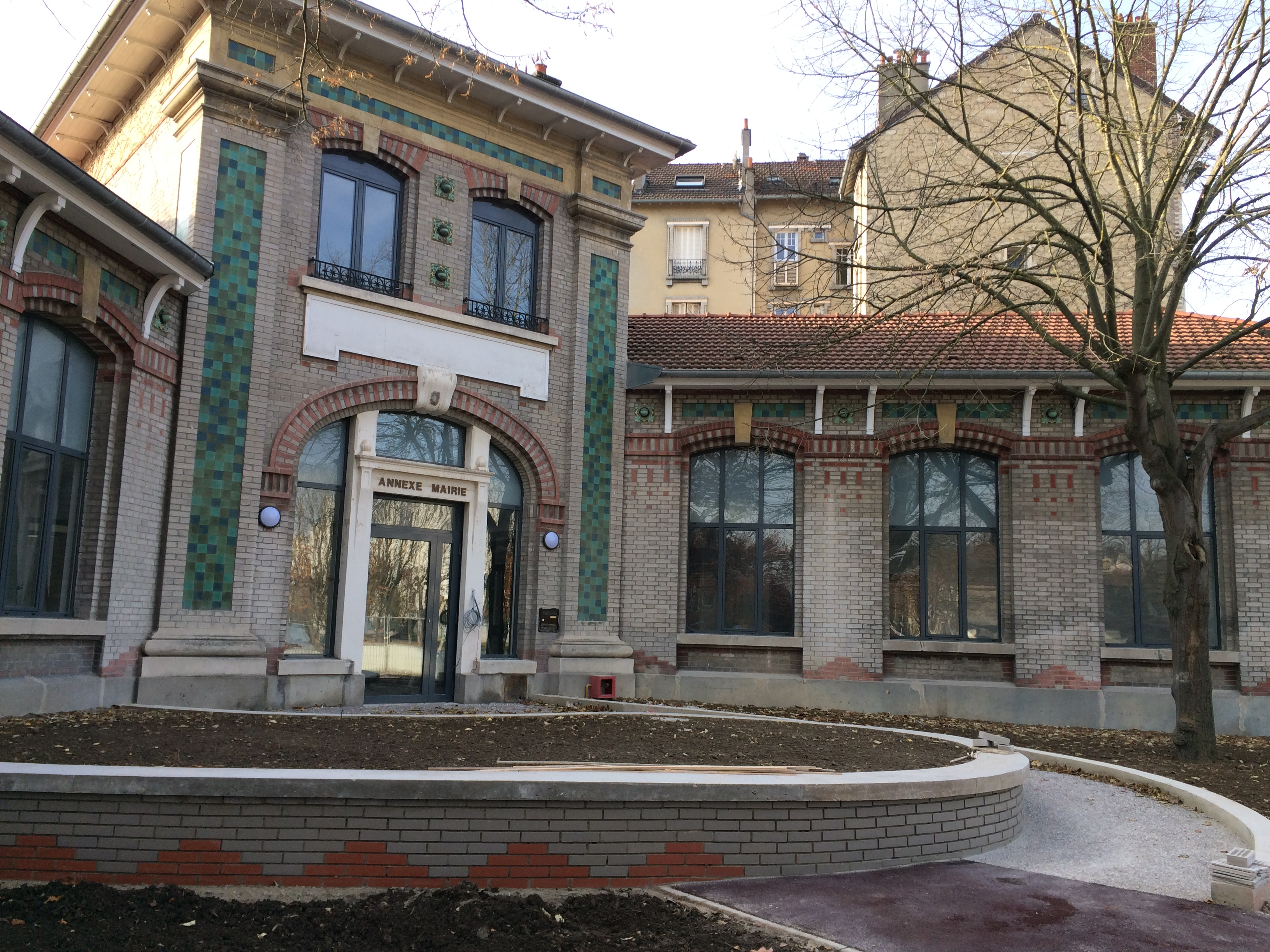
Bains-douches inaugurés en 1922 (devenus une annexe de la Mairie)

Houilles possède aussi diverses entreprises de taille familiale : fours à chaux et à plâtre, tuileries, briqueteries, poteries, scieries mécaniques, filatures, papeteries, distilleries, tanneries, et d'autres. L’exploitation de la pierre à bâtir s'arrête progressivement à la fin du XIX et début du XXe siècle. Les routes s'améliorant, des pierres de meilleure qualité sont extraites pour les constructions en Ile-de-France de sites plus éloignés, puis le ciment remplace la pierre. Des champignonnières s'installent dans ces carrières désaffectées : le fumier de cheval nécessaire se trouve facilement et la demande est significative. Cette activité de remplacement va durer jusqu'au XXe siècle).

## La ville de banlieue
La construction de ponts à Sartrouville et Bezons, d'axes routiers et le développement des transports en commun (chemin de fer attirent sur le territoire des populations parisiennes, ayant de plus en plus de difficultés à se loger sur Paris intra-muros, et des populations d’origine provinciale travaillant à Paris et dans l'Ouest francilien. Cette période, aux limites des XIXe et XXe siècles, est aussi celle de la création d’associations et de clubs sportifs, notamment La Renaissance en 1869, et L'Avant-Garde en 1894. L’Avant-Garde est une SAG, société agréée par le Gouvernement, qui, initialement, prépare physiquement les futures recrues militaires et qui évolue progressivement vers un rôle de club sportif (un club qui existe toujours). En 1902, L’Avant-Garde organise sur la commune un concours national de gymnastique, avec la participation de plus d’une vingtaine d’autres associations similaires. Une Union vélocipédique est créée également en 1895. En 1904, le contrôle de la municipalité de la commune échappe aux familles d'agriculteurs et passe aux nouveaux arrivants,.

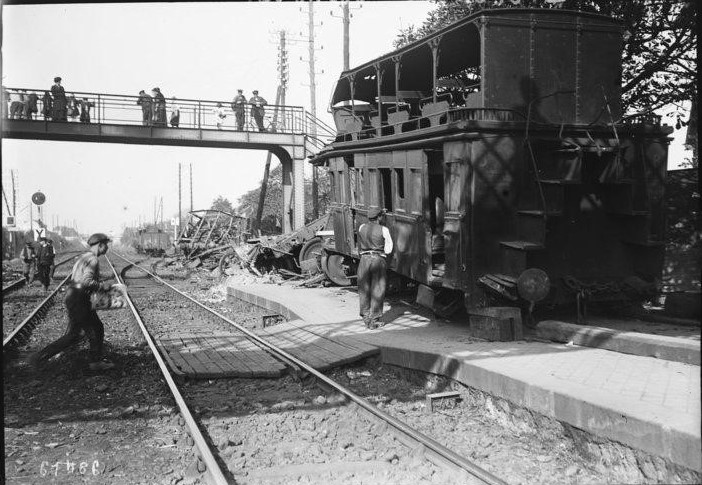
Voitures de passagers après la catastrophe ferroviaire d'octobre 1920.

Le 9 octobre 1920, un accident ferroviaire important, avec plus d'une quarantaine de morts, se produit en gare de Houilles, à la suite d'une succession de défaillances sur un train de marchandises puis un train de voyageurs qui suit.
Pour répondre aux exigences nouvelles en termes d'hygiène dans la ville, alors que les habitations disposent encore rarement de salles de bains, des bains-douches sont construits dans le parc jouxtant la mairie. Ouverts en 1922, ils resteront en activité jusqu'en 1978.

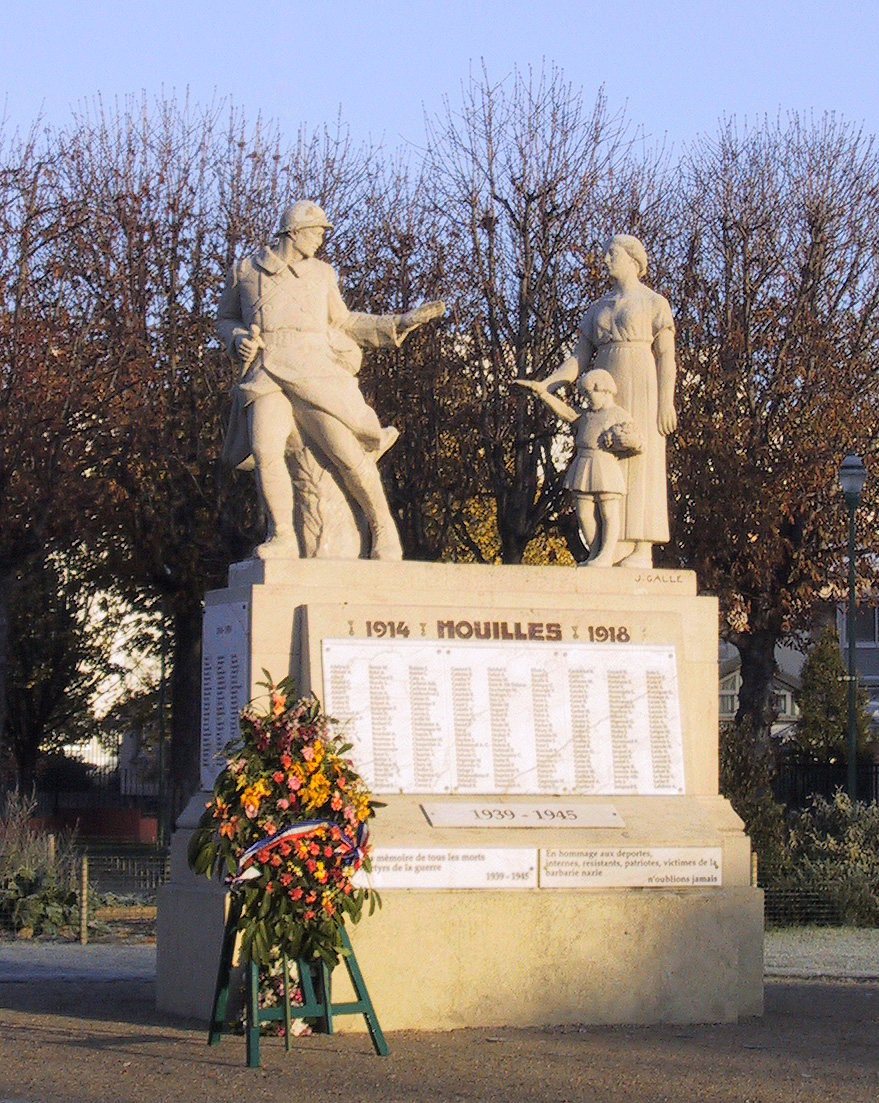
Le monument aux morts

En 1923, un projet d'urbanisme prévoit l'annexion à Houilles de territoires de Bezons et de Carrières-sur-Seine afin de porter ses limites jusqu'à la Seine pour en faire une ville de 40 000 habitants et y construire un port. Les différentes crises mettent un terme ce projet. La période de l’entre-deux-guerres reste pour autant une période de densification progressive de l’urbanisation. Des parcelles agricoles ou maraichères se transforment en lotissements, avec une forme caractéristique du morcellement pavillonnaire. L’ossature viaire qui se constitue est quasiment identique à celle que l’on retrouve à la fin du XXe siècle ou début du XXIe siècle. De nouveaux établissements scolaires ouvrent, comme l'école Ferdinand-Buisson en 1932, ou l'école Velter en 1938. Concernant les communications, l'importance prise par la distribution de courrier et par l'émission/réception de télégrammes conduit à édifier un nouveau bâtiment, plus important, pour les postes et télégraphes. Il ouvre en 1938.

## Seconde Guerre mondiale et centre de la Marine nationale
Au cours de la Seconde Guerre mondiale, une activité sur les moteurs d’avion, de la firme Hispano-Suiza, s’installe, dès 1939, en repli dans les carrières. Le ministère de l’Air réquisitionne à cet effet 35 hectares de ces carrières, situées au lieu-dit Les Alouettes,. À la suite de l’invasion allemande de 1940, la Kriegsmarine réutilise l’emplacement de 1940 à 1944 (Torpedo Arsenal West). L'arsenal de torpilles est commandé successivement par le contre-amiral Clamor von Trotha (du 16 juillet 1942 au 25 février 1943), le contre-amiral Werner Lindenau (du 26 février 1943 au 14 juillet 1943) et le capitaine de vaisseau Erich Heymann (du 15 juillet 1943 au 25 août 1944). La marine allemande y fabrique des torpilles mais aussi des V2,.
Dans la commune, des actes de résistance, tels que des sabotages, en liaison avec les cheminots, ou des attentats contre les allemands ont lieu durant l'Occupation . L'usine Arts et Bois devient un foyer de résistance communiste. En août 1944, les FFI déplacent un train de munitions prêt à sauter en gare de Houilles. Le 25 août, les Allemands détruisent partiellement l'arsenal et s'enfuient. Le 26 août, des femmes tondues, accusées d’avoir fraternisées avec l’ennemi, sont exhibées sur un camion, une manifestation qui sert visiblement d’exutoire à une partie de la population. En 1945, l’ancien centre Hispano-Suiza, enterré dans les carrières puis réutilisé par les forces allemande devient propriété de la Marine nationale, et est dénommé centre du Commandant Millé, du nom de Georges Millé, commandant du sous-marin Protée, mort au combat en 1943.
Jusqu’en 2000, le centre de la Marine nationale, appelé centre du Commandant Millé, accueille le commandement de la force océanique stratégique (FOST). Ce PC de la FOST pilote en particulier l’activité des sous-marins nucléaires lance-missiles balistiques, qui représentent l’essentiel de la puissance de destruction des forces nucléaires stratégiques françaises aux ordres du chef de l'État. Il héberge ensuite une partie de la direction centrale des systèmes d'information de la marine nationale (DCSIM), intégré en 2008 à la Direction interarmées des réseaux d'infrastructure et des systèmes d'information (DIRISI) de la Défense. Le centre Millé accueille également le commandement de la gendarmerie maritime, ainsi qu'un centre servant d'accueil à la journée défense et citoyenneté (JDC) et le prépresse de la marine (service résiduel d'une imprimerie importante jusque dans les années 1990 située dans les anciennes carrières).

## Évolutions de l’habitat

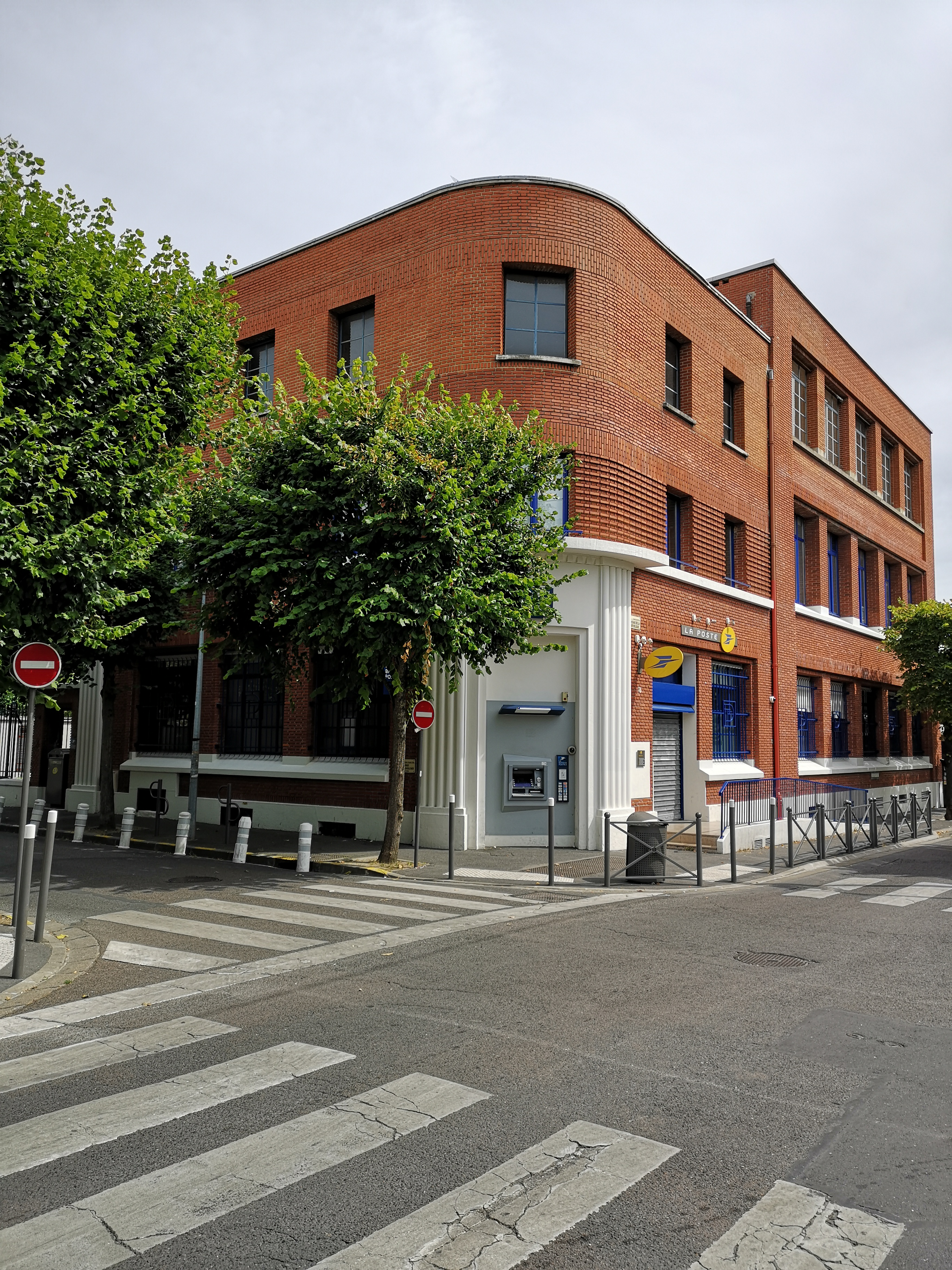
La Poste (ex-PTT) : bâtiment inauguré en 1938

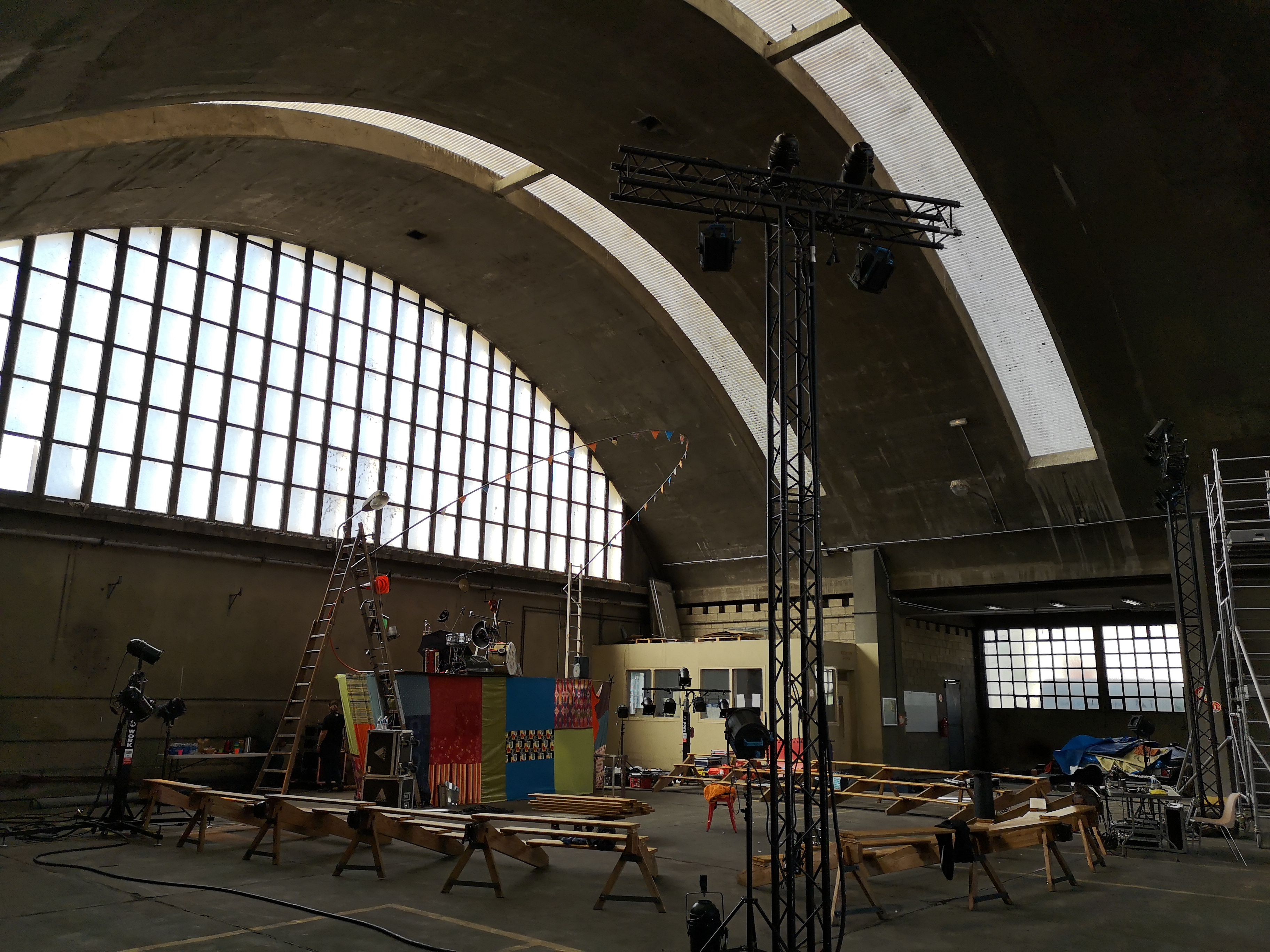
Le Dôme : anciens locaux techniques de la mairie, construits à la fin des années 1950

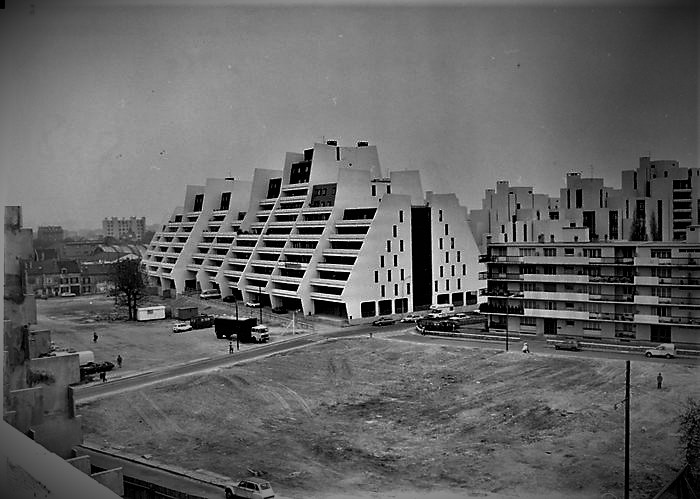
Cité des Genêts et immeuble Pharaon dans les années 1980

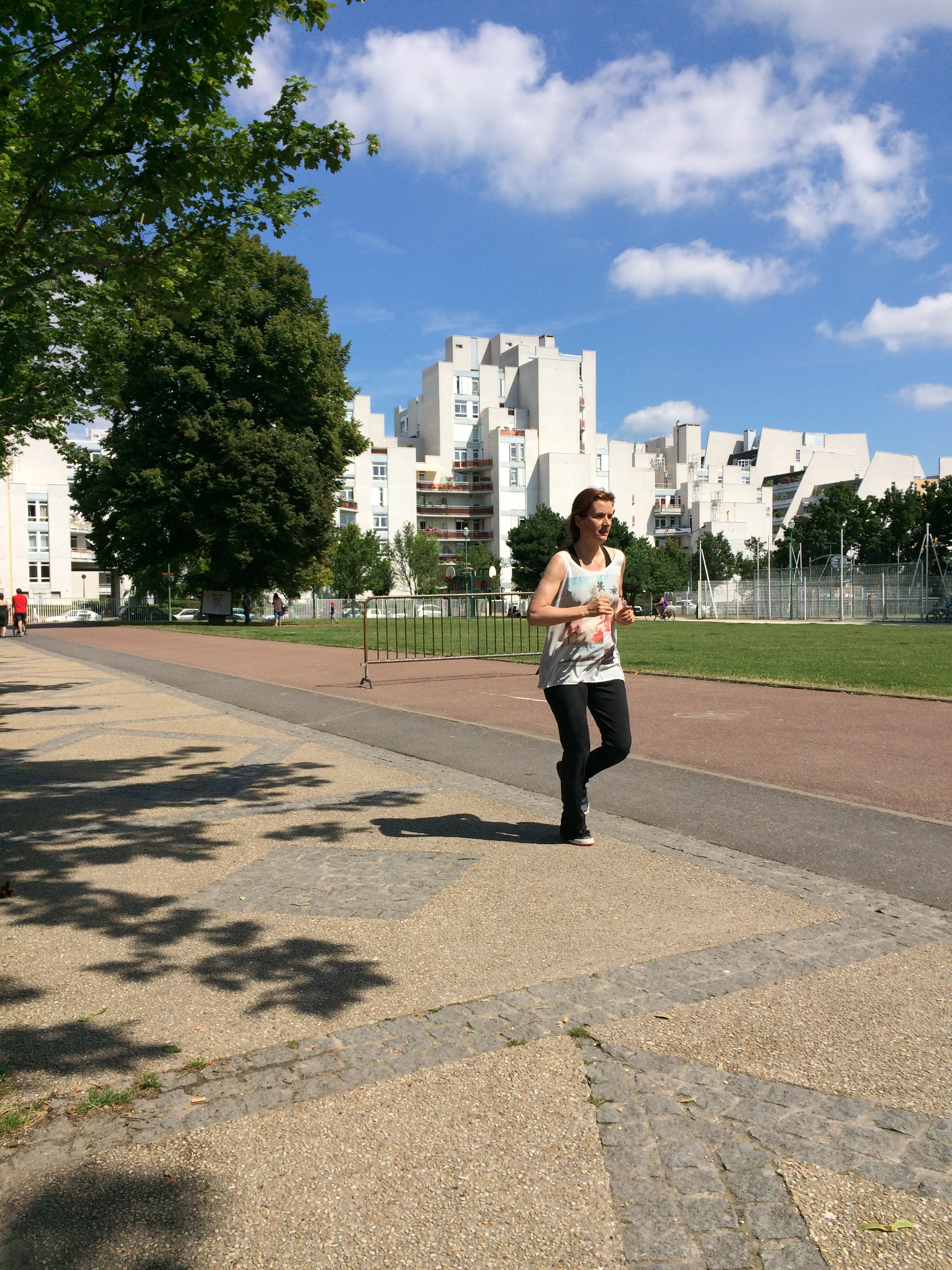
Parc central dans les années 2010, avec en arrière-plan l'immeuble Pharaon

Des résidences collectives, de quatre étages de hauteur, sont construites entre 1955 et 1975 à l’ouest de la commune (résidences « Edison » en 1965, « Victor Hugo » en 1965, « Concorde » en 1967, « Lavoisier » en 1962, « Chanzy » en 1969, et «Condorcet I et II » en 1972), comme à l’est (les résidences « Desaix » en 1955, « Jean Moulin » en 1975, « Stalingrad » et « Les Fossettes » en 1976). En 1976 toujours, une cité de quatre immeubles (76 logements occupés par 700 personnes), la cité de la Vaudoire, est construite dans la zone industrielle de Houilles-Sartrouville, pour accueillir les populations issues des derniers bidonvilles de la région parisienne, séquelles de l’immédiate après-guerre. A l´origine, il s'agit de logements de transit et provisoires, mais ce provisoire va durer vingt ans.
En 1977, Eugène Seleskovitch devient le maire de Houilles. C’est un maire communiste, élu grâce au programme commun signé quelques années auparavant entre les partis communiste, socialiste et radicaux de gauche, permettant à ces partis de regrouper leurs forces électorales. Cette élection marque le retour de la ville de Houilles dans la ceinture rouge autour de Paris.
Un nouveau projet urbain voit le jour à cette époque, imaginé dès le début des années 1970. S’appuyant sur une structure d’opération financière permettant d’associer des promoteurs privés, les ZAC (zone d’aménagement concerté), le plan prévoit la réalisation d'une ville faite de tours et de pyramides, devant porter à 50 000 habitants la population de la commune. Quelques immeubles sont construits dans le cadre de la ZAC1 : Pharaon en 1982, Genêts en 1982, Hildebrandt en 1984, Georges Brassens en 1984, Hoche-Marceau en 1984, et Michelet en 1986 et 1987. Les bâtiments ont une hauteur de cinq à huit étages, plus élevée que celle des résidences collectives. Ce sont le plus souvent des constructions sur dalle, caractéristiques de l’urbanisme des années 1970.
Mais les élections de 1984 sont difficiles pour le conseil municipal de gauche et son maire communiste. L’électorat écologiste, peu favorable au béton, et à cette conception de l’urbanisme, en est l’arbitre,. Les projets suivants sont suspendus. Les immeubles construits gardent une emprise au sol limitée. Ils sont à proximité immédiate du centre-ville et entourés d’un tissu urbain plus traditionnel. Ils ne constituent pas un ghetto aux confins du territoire communal comme dans d’autres communes de banlieue,.
En 1989, le parti communiste français perd 9 des 26 communes qu’il détient en Île-de-France, dont Houilles, et Sartrouville, juste à côté. C’est le déclin de la banlieue rouge, qui se traduit à Houilles, par la victoire de la droite dirigée par Alain Mahiet, pour un mandat. Celui-ci se lance dans d’autres opérations de rénovation, notamment dans deux quartiers, autour de l’église, un quartier des années 1930, et autour de la gare, privilégiant dans les deux cas des petits immeubles de standing. Les deux projets provoquent des expropriations pour finalement s’enliser durablement.
En 1995, Alain Mahiet est battu par un candidat « sans étiquette » ou « divers droite », Alexandre Joly, régulièrement réélu depuis. Que ce soit aux élections de 1984, 1989, 1995, le cadre de vie et la qualité de vie dans la commune sont désormais des thèmes au centre des débats des élections municipales,,. La cité de transit de la Vaudoire est définitivement détruite en 1999. Le projet d’aménagement autour de l’église aboutit dans les années 2010 et celui autour de la gare est toujours en cours dans la même décennie.

## Réminiscences de la Seconde Guerre mondiale

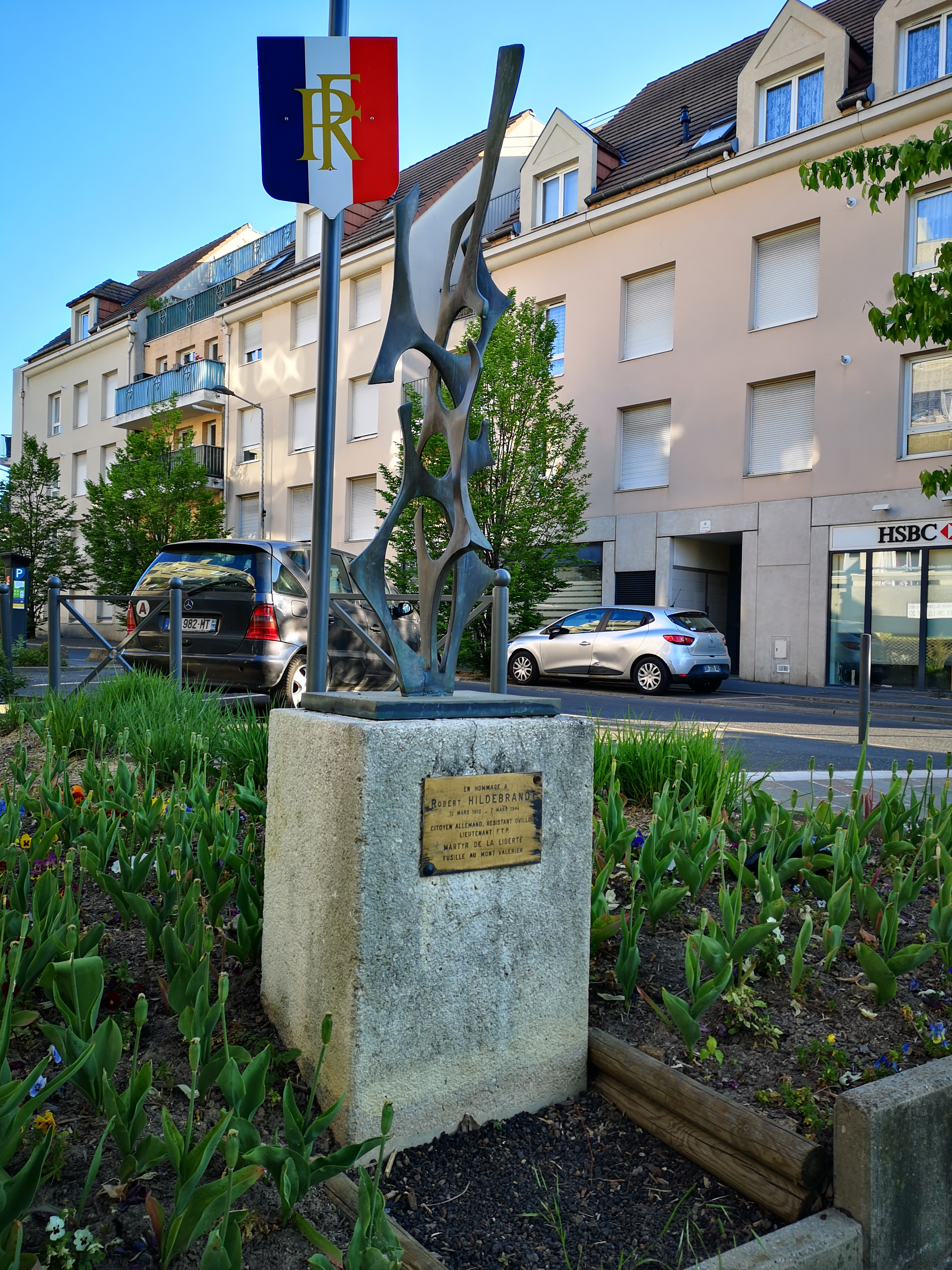
Stèle en mémoire de Robert Hildebrandt à Houilles

La résidence Hildebrandt porte ce nom en mémoire d'un résistant communiste : Robert Friedrich Wilhelm Hildebrandt, né le 12 mars 1912 à Hambourg en Allemagne. Blessé en 1920 au cours de la révolution allemande, le Secours rouge international le confie à une famille ovilloise, M. et Mme Chapel, il exerce le métier de plombier-couvreur. Il participa au mouvement de 1936. Pendant la Seconde Guerre mondiale, il entre dans la Résistance, et commande le détachement Francs-tireurs et partisans Jean Baillet. Arrêté par la police française le 6 octobre 1943 il est interné à Fresnes, puis fusillé le 7 mars 1944 au Mont Valérien. Une stèle a été dressée en son honneur, après la guerre, et se trouve au début de la rue Camille Pelletan.
La rue Joseph Douard tient son nom d'un ancien distributeur de journaux quotidiens originaire de Bonnemaison, arrivé à Houilles en 1935. Le 21 août 1944, alors qu'il traverse la Seine en empruntant le pont de Bezons, il est arrêté par les allemands et fusillé sur la berge côté Nanterre pour avoir eu en sa possession des journaux contre l'occupation. Le 6 novembre 1944, la ville donne son nom à la rue où il habitait. Il est inhumé à Argenteuil (Val-d'Oise).
L'école Guillaume et Jean Detraves tient son nom de Jean Charles Bernard Detraves, né le 9 janvier 1913 à Beillant commune de Saint-Sever en Charente-Maritime. C'est le fils d'Antoine Guillaume Detraves qui fut maire de Houilles de 1930 à 1941 puis restauré dans ses fonctions à la Libétation. Il fait ses études, à Paris, au lycée Condorcet en 1923 et est reçu à l'école des Mines de Paris en 1933, puis à l'école d'artillerie de Metz en 1937 d'où il ressort sous-lieutenant et rejoint son père à la SNCF. Lieutenant de réserve, en 1939, il commande une batterie de DCA et reçoit la Croix de guerre avec étoile de bronze et une citation de l'ordre de l'armée. Il est démobilisé en 1940 et reprend ses fonctions d'inspecteur divisionnaire à Évreux, et entre en résistance en 1940. Il est arrêté par la Gestapo le 20 mai 1944 et interné et mis au secret à Évreux puis à Fresnes. Il est transféré à Compiègne le 26 juillet 1944 et déporté à Buchenwald le 17 août 1944, le dernier convoi, puis transféré au Kommando de Gandersheim (de). En 1945 les SS font évacuer le Kommando en direction de Dachau. Le 21 avril 1945, il meurt d'épuisement dans un wagon, son corps est déposé à Číčenice puis rapatrié 9 ans plus tard à Sarlat.
La rue Pierre Clavillier tient son nom d'un résistant ovillois qui résidait dans la rue Desaix. Né le 12 septembre 1895 à Talizat, c'était un ouvrier maçon, membre des FFI, qui est pris comme otage à Sartrouville, puis fusillé le 5 août 1944 à La Frette-sur-Seine.
La rue Pierre Desjardins tient son nom d'un résistant né le 15 décembre 1914 sur l'Île-de-Bréhat. Membre des FFI, il est mortellement blessé le 26 août 1944 à Houilles alors qu'il essayait, avec un groupe de résistants, de bloquer un convoi allemand, plusieurs résistants ont également été tués dans les combats de rue.
L'école et la rue Francis Julliand tiennent leur nom du résistant communiste ovillois Francis Florent Julliand. Né le 14 mai 1926 à Paris, membre des FFI il est tué le 27 août 1944 à Eaubonne à l'angle de la rue Gabriel-Péri et du boulevard de la Mairie alors qu'il essayait de couper la route de Paris aux colonnes allemandes chassées par le 4e escadron du RBFM de la 2e division blindée qui arrivait d'Enghien. Outre sa mention sur le monument aux morts de la ville, une stèle commémorative portant son nom parmi 11 autres noms de morts pour la France est érigée sur le mur de l'ancien cimetière de Houilles. Une autre stèle commémorative de la Résistance en son honneur est également située à l'angle de la rue Gabriel-Péri et du boulevard de la Mairie, dans les jardins de l'actuelle école de musique municipale d'Eaubonne,.
La rue Pierre Marie Le Frapper tient son nom d'un résistant ovillois domicilié au 35 rue Lavoisier. Né à Camors, membre des FFI, il est blessé à Houilles le 25 août 1944 au cours de la Libération et décède des suites de ses blessures le 27 août 1944 boulevard Jean Jaurès.
La rue Pierre Lamandé, alias "Rias" tient son nom d'un résistant communiste ovillois né le 29 octobre 1918 à Paris. Membre de l'UFE puis de l'UEC, il passe à la lutte armée au sein des FTP. Il est arrêté le 3 juillet 1943 pour possession d'armes et de matériel, condamné à mort le 1er octobre 1943 par un tribunal militaire allemand et fusillé le 6 octobre 1943 au Mont-Valérien.